# Pico de Horma
Pico de Horma (8°14′25″N 71°22′42″O / 8.2404, -71.3782) es el nombre que recibe una montaña, ubicada en el límite entre los estados Táchira y Mérida. La población más cercana es Mesa de Quintero del Municipio Guaraque, estado Mérida, al occidente de Venezuela.  
Es el punto más elevado del Macizo o Ramal del Uribante y de la parroquia Potosí del municipio Uribante, con 3.195 metros sobre el nivel del mar. Se ubica al noreste de la Represa La Honda en un espacio natural privilegiado, perteneciente al Parque Nacional Tapo-Caparo. 
En sus alrededores hay diversos ríos, cascadas y lagunas, incluyendo el gran embalse Borde Seco-La Vueltosa, ubicado a poca distancia al sureste. 
Es una montaña de difícil acceso por intrincado del bosque nublado, con muy fuertes pendientes y desfiladeros, sumando a esto las condiciones climáticas del páramo andino, que por lo general se mantiene cubierto de una densa niebla durante la mayor parte del año.

## Vegetación
El pico de Horma y sus alrededores posee un denso bosque que es mezcla de la selva lluviosa submontano y el montano siempreverdes. De acuerdo a la altitud se aprecian cuatro formaciones vegetales:
- Bosques premontano
- Bosque húmedo
- Selva nublada
- Páramo subalpino

Se encuentran especies endémicas comunes a todos los Andes Venezolanos. Entre las especies más comunes se puede mencionas: el Guamo (Inga nobilis), el Bucare (gen. Erythrina), el Pino Laso (Decussocarpus sp.), el Jabillo (Hura crepitans), Cedro (Cedrela odorata), Laurel (Ficus maxima) y el yagrumo de hoja blanca. Hay además numerosas orquídeas del género Epidendrum.

## Fauna
Su cercanía a la protección del Parque Nacional Chorro del Indio, es uno de los últimos reductos del oso frontino (Tremarctos ornatus). Además se encuentran, entre otros mamíferos:
- El báquiro o cochino de monte
- El cunaguaro
- El venado matacán
- El zorro manilavao
- La lapa paramera
- mapaches
- oso hormiguero)

En la avifauna hay ejemplares de guacharaca (Ortalis ruficauda), el Paují Copete de Piedra (Pauxi pauxi), además exinten especies de serpientes como la Mapanare (Bothrops venezuelensis), la Coral (Micrurus altirostris) y la Bejuca (Oxybelis sp).